# Paul Morrissey
Paul Morrissey   (Manhattan, 23 de febrer de 1938 - Manhattan, 28 d'octubre de 2024) va ser un director de cinema estatunidenc, més conegut per la seva associació amb Andy Warhol. També va ser director de la primera pel·lícula en què una actriu transgènere, Holly Woodlawn, va protagonitzar la núvia del personatge principal interpretat per Joe Dallesandro a Trash (1970).

## Biografia

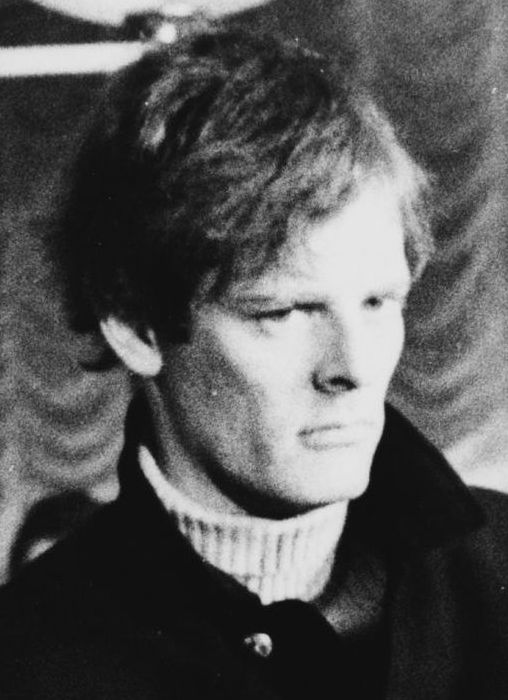
Paul Morrissey in 1967

D'origen irlandès, Morrissey va assistir a l'Ampleforth College i a la Fordham University, ambdues escoles catòliques, i més tard va servir a l'Exèrcit dels Estats Units. Políticament conservador i autodenominat "dretà", que havia protestat públicament contra la immoralitat i l'anticatolicisme, la col·laboració a llarg termini de Morrissey amb Warhol, aparentment apolític, va ser vista per molts com "un desajust reeixit", encara que tots dos homes compartien alguns trets, p. ex. ambdós eren catòlics practicants d'origen ètnic (Warhol era d'origen rusyn).
La direcció atrevida i avantguardista de Morrissey en la realització de cinema s'atribueix sovint a la seva relació amb Warhol i The Factory, tot i que Morrissey va afirmar a les seves memòries, Factory Days, que aquest no és el cas. Els primers treballs de Morrissey amb Warhol van aprofitar les càmeres de notícies de 16mm com l'Auricon, que enregistrava el so directament a la pel·lícula i tenia la capacitat de filmar 33 minuts de durada. Això va permetre un mètode de filmació portàtil i petit per a un equip petit i era susceptible a la improvisació.
Morrissey va ser un dels primers directors de cinema a emetre una dona transgènere del cercle íntim de Warhol a les seves pel·lícules Trash (1970) i Women in Revolt (1971).
Per a una anàlisi de cadascun dels llargmetratges de Morrissey, vegeu Maurice Yacowar, The Films of Paul Morrissey (Cambridge UP).

## Filmografia
- All Aboard the Dreamland Choo-Choo (curt) (1964)
- About Face (curt) (1964)
- Like Sleep (curt) (1965)
- Chelsea Girls (1966)
- The Velvet Underground and Nico: A Symphony of Sound (1966)
- I, a Man (1967)
- San Diego Surf (1968)
- The Loves of Ondine (1968)
- Flesh (1968)
- Lonesome Cowboys (sense acreditació) (1968)
- Trash (1970)
- I Miss Sonia Henie (curt) (1971)
- Women in Revolt (1971)
- Heat (1972)
- L'Amour (1973)
- Flesh for Frankenstein (1973)
- Blood for Dracula (1974)
- The Hound of the Baskervilles (1978)
- Madame Wang's (1981)
- Forty Deuce (1982)
- Mixed Blood (1985)
- Le Neveu de Beethoven (1985)
- Spike of Bensonhurst (1988)
- Veruschka: A Life for the Camera (documental) (2005)
- A Walk Into the Sea: Danny Williams and the Warhol Factory (documental) (2007) d'Esther Robinson[8]
- News From Nowhere (2010)